# 하사브
하사브(아랍어: خصب)는 오만의 도시이다. 아랍에미리트 경계인 무산담 반도에 위치한 무산담 특별 행정구의 주도이다. 무산담은 피오르드와 같은 매우 울퉁불퉁한 해안선과 황량한 산악 풍경이기 때문에 '아라비아의 노르웨이'라고 불리고 있다.

## 역사
하사브는 이 지역에서 해군의 존재를 높이기 위해 포르투갈에 의해 17세기에 건설되었다. 하사부는 좋은 항구 도시이기 때문에 보통의 항구 도시처럼 방어 목적으로 언덕에 지어진 많은 요새와 달리 하사브는 항해하는 포르투갈 선박이 물을 공급하기 위해 건설되었다. 현대에서는 하사브에는 3개의 대형 댐이 건설되어 홍수의 피해로부터 거리를 지키고 있다.

## 경제

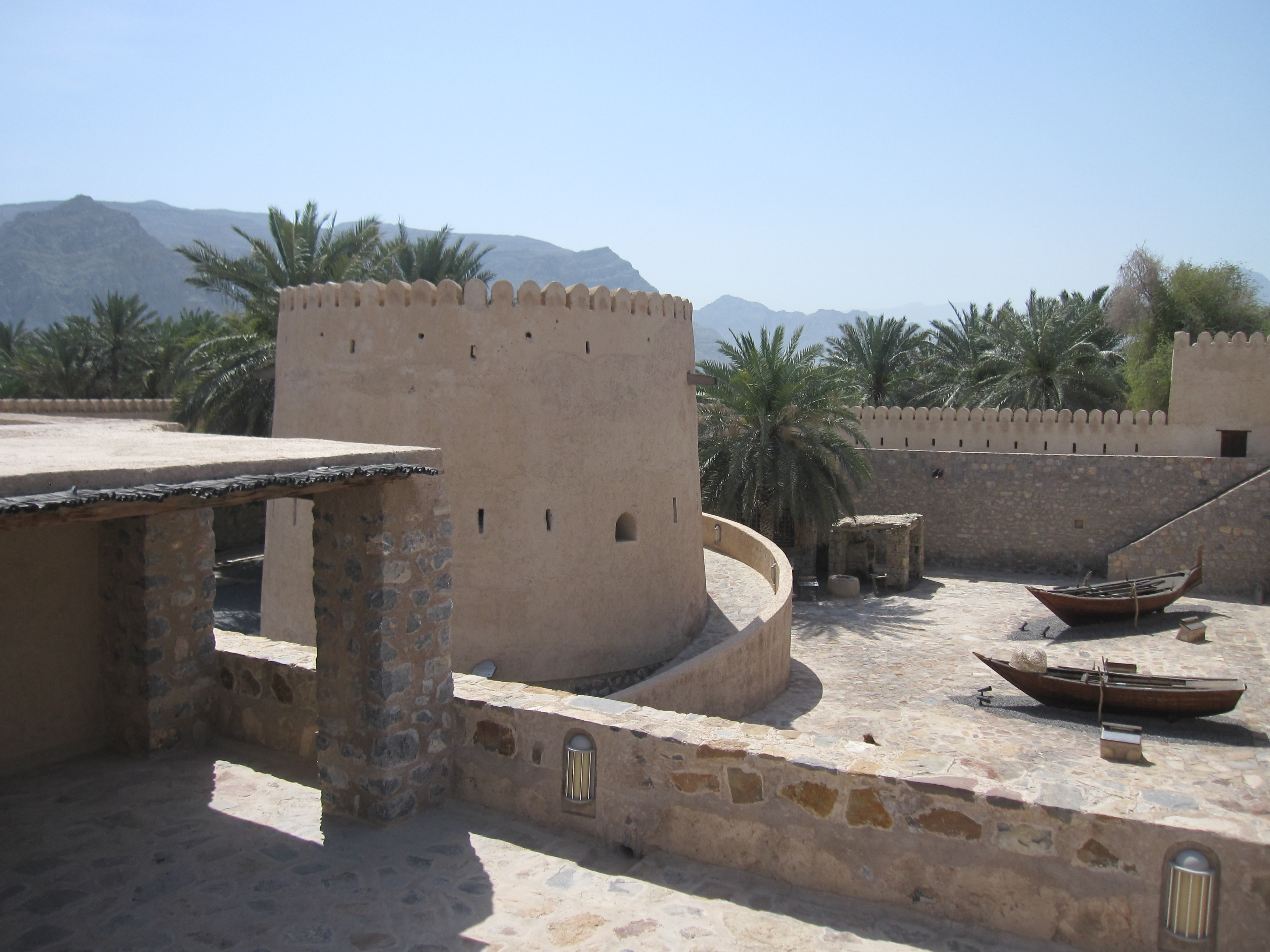
하사브 성

현대적인 도로가 해안선을 따라 건설될 때까지 육로로 하사브에 접근하는 것은 사실상 불가능했지만, 도로 건설에 의해 하사브는 아랍에미리트에 사는 사람들이 주말에 가는 인기 관광지가 되었다. 이 새로운 도로는 선박, 동물, 전사 등이 그려진 선사 시대의 벽화가 있는 타위(Tawi) 마을로 접근하기에 가능하게 했다. 하사브는 이란으로부터의 수입품과 지역 도자기 등을 취급하는 현대 상가가 있으며 바다를 내려다 보는 절벽 위에 아타나 무산담 리조트, 하사브 호텔 등을 비롯한 일부 호텔이 서있다.
하사브는 이란에 매우 가깝기 때문에 자신의 상업적 역할을 가지고 있다. 이란은 양이나 염소를 하사브 항구에 양륙하면 여기에서 아랍에미리트와 사우디아라비아에 이러한 가축을 급파한다. 선원들은 오만 입국 관리법을 위반하지 않도록 일출 후에 하사브에 도착해 양이나 염소를 양륙하고 돌아 오는 길에는 전기 제품과 미국의 담배를 일몰 전에 가지고 출항하여 이란으로 돌아간다. 이러한 거래는 이란에서 불법이기 때문에 무역선은 이란의 해안 경비대를 피해 호르무즈 해협을 횡단해야 한다. 애완동물 및 다수의 화물을 실은 무역선은 매일 자주 해협을 통과하여 유조선의 항로도 가로 질러야 하기 때문에 이 교차하는 지점은 위험하다. 최근 미국의 이란에 대한 제재가 강화되고 있기 때문에 하사브를 통해 이루어지는 밀수가 증가하고 있다.
하사브에서 관광선은 활발하게 운행하며, 무산담 주변에서 돌고래 관찰과 텔레그래프 섬에 짧은 여행을 하고 있다. 텔레그래프 섬이라는 이름은 1865년부터 1868년까지 뭄바이와 바레인을 연결하는 전신 선의 유인 중계국이 존재하고 있던 것에서 유래한다.

## 기후
하사브는 쾨펜의 기후 구분에서는 사막 기후 에 속한다. 강수량은 적고, 주로 12월에서 3월의 겨울 사이에 내린다. 해변에서 불과 몇 마일 내륙에 있는 하사브 공항에서는 2011년 6월 27일에 41.2°C의 온도를 기록했지만, 이는 2012년 7월 12일에 미국 캘리포니아주 데스밸리에서 0.5도 웃돌아 세계 최고 최저 기온을 기록했다.
| 하사브의 기후            | 하사브의 기후 | 하사브의 기후 | 하사브의 기후 | 하사브의 기후 | 하사브의 기후 | 하사브의 기후 | 하사브의 기후 | 하사브의 기후 | 하사브의 기후 | 하사브의 기후 | 하사브의 기후 | 하사브의 기후 | 하사브의 기후 |
| 월                       | 1월           | 2월           | 3월           | 4월           | 5월           | 6월           | 7월           | 8월           | 9월           | 10월          | 11월          | 12월          | 연간          |
| ------------------------ | ------------- | ------------- | ------------- | ------------- | ------------- | ------------- | ------------- | ------------- | ------------- | ------------- | ------------- | ------------- | ------------- |
| 역대 최고 기온 °C (°F)   | 30.8 (87.4)   | 32.0 (89.6)   | 37.5 (99.5)   | 43.0 (109.4)  | 46.2 (115.2)  | 49.0 (120.2)  | 47.7 (117.9)  | 47.5 (117.5)  | 44.0 (111.2)  | 41.4 (106.5)  | 36.0 (96.8)   | 31.0 (87.8)   | 49.0 (120.2)  |
| 일평균 최고 기온 °C (°F) | 24.4 (75.9)   | 24.9 (76.8)   | 28.0 (82.4)   | 33.5 (92.3)   | 37.8 (100.0)  | 39.2 (102.6)  | 39.8 (103.6)  | 38.6 (101.5)  | 37.2 (99.0)   | 34.5 (94.1)   | 30.2 (86.4)   | 25.9 (78.6)   | 32.8 (91.1)   |
| 일일 평균 기온 °C (°F)   | 20.2 (68.4)   | 20.8 (69.4)   | 23.8 (74.8)   | 28.7 (83.7)   | 32.8 (91.0)   | 34.4 (93.9)   | 35.3 (95.5)   | 34.7 (94.5)   | 33.1 (91.6)   | 30.1 (86.2)   | 25.7 (78.3)   | 21.7 (71.1)   | 28.4 (83.2)   |
| 일평균 최저 기온 °C (°F) | 15.6 (60.1)   | 16.2 (61.2)   | 19.4 (66.9)   | 23.9 (75.0)   | 27.9 (82.2)   | 30.0 (86.0)   | 31.3 (88.3)   | 31.1 (88.0)   | 29.3 (84.7)   | 25.5 (77.9)   | 20.9 (69.6)   | 17.3 (63.1)   | 24.0 (75.3)   |
| 역대 최저 기온 °C (°F)   | 10.5 (50.9)   | 10.0 (50.0)   | 10.0 (50.0)   | 15.5 (59.9)   | 21.5 (70.7)   | 25.0 (77.0)   | 23.8 (74.8)   | 27.0 (80.6)   | 22.0 (71.6)   | 16.0 (60.8)   | 12.0 (53.6)   | 8.4 (47.1)    | 8.4 (47.1)    |
| 평균 강수량 mm (인치)    | 44.8 (1.76)   | 49.1 (1.93)   | 46.3 (1.82)   | 8.8 (0.35)    | 1.9 (0.07)    | 0.0 (0.0)     | 0.8 (0.03)    | 0.0 (0.0)     | 0.0 (0.0)     | 0.0 (0.0)     | 2.9 (0.11)    | 32.1 (1.26)   | 186.7 (7.33)  |
| 평균 상대 습도 (%)       | 63            | 66            | 62            | 53            | 60            | 63            | 66            | 70            | 69            | 63            | 61            | 62            | 63            |
| 출처: NOAA (1961-1990)   |               |               |               |               |               |               |               |               |               |               |               |               |               |

## 갤러리

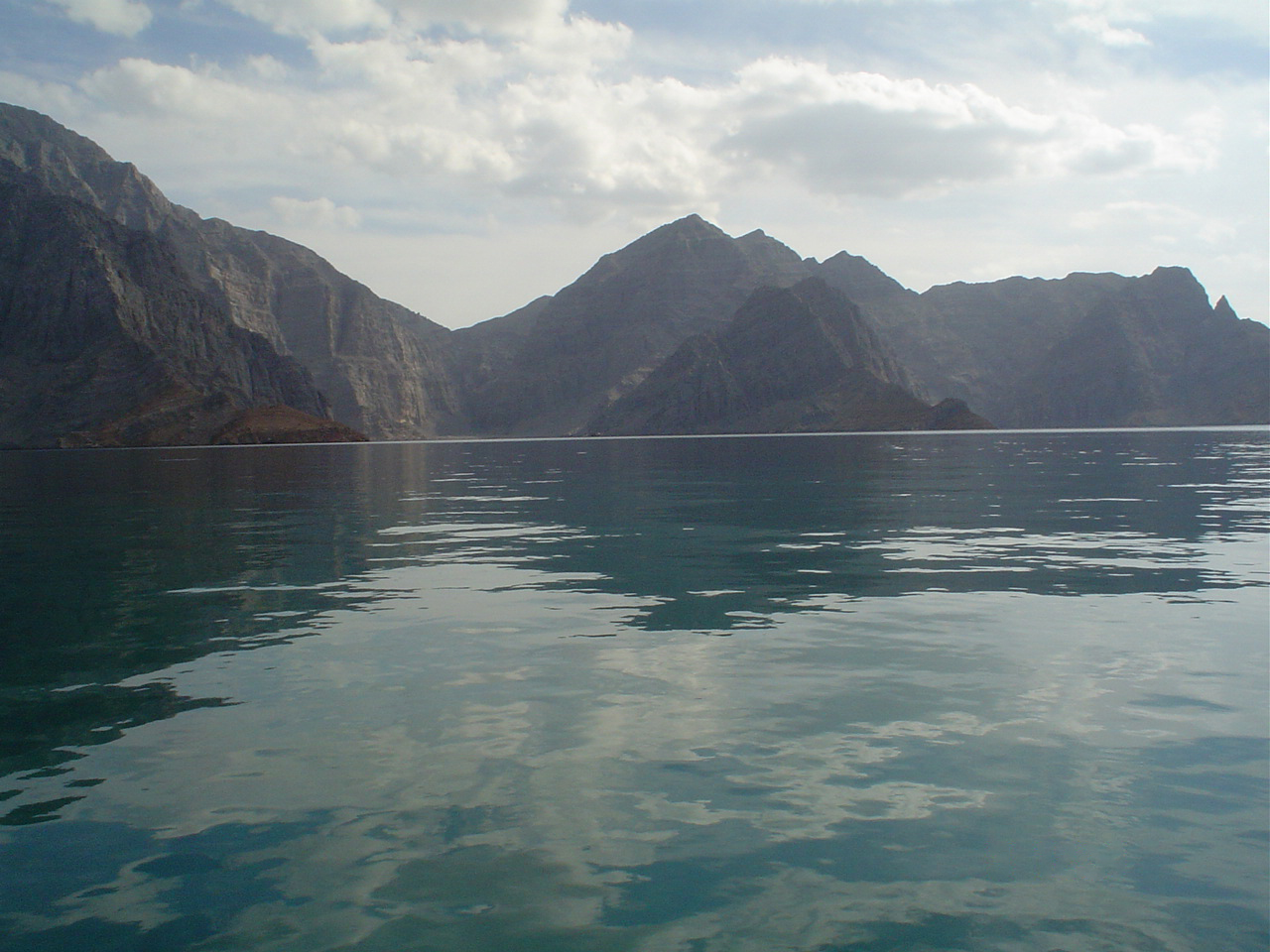
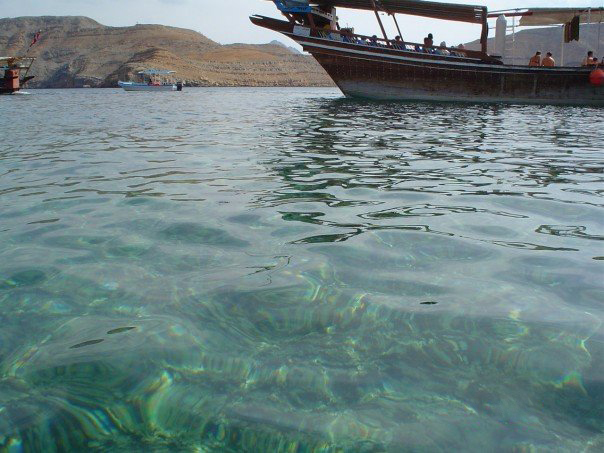
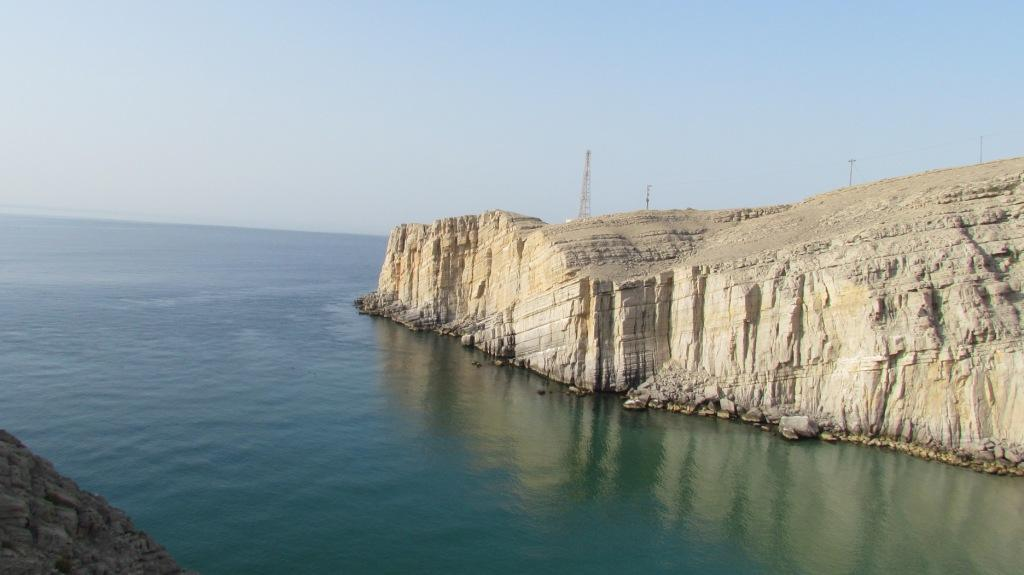
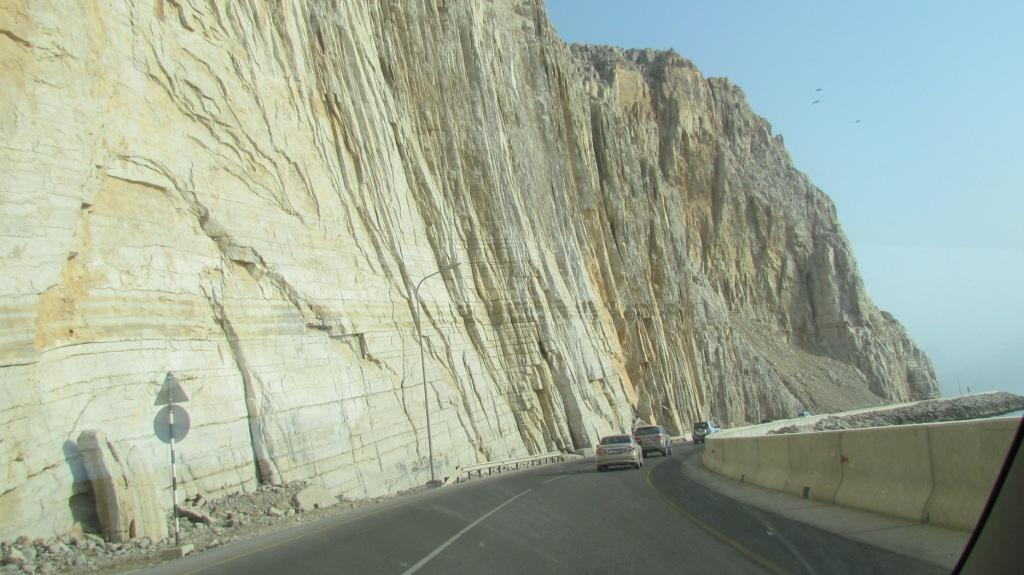
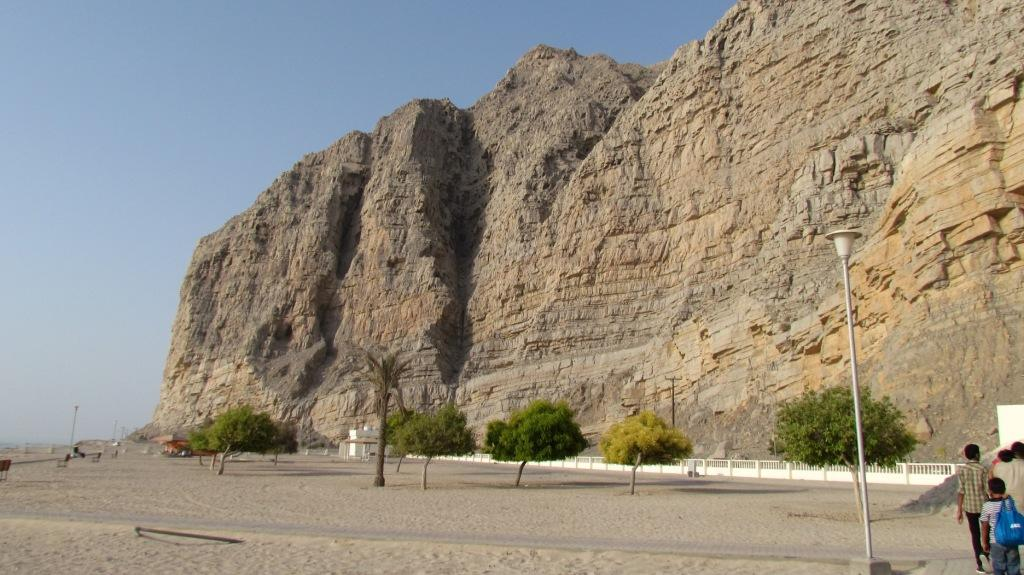
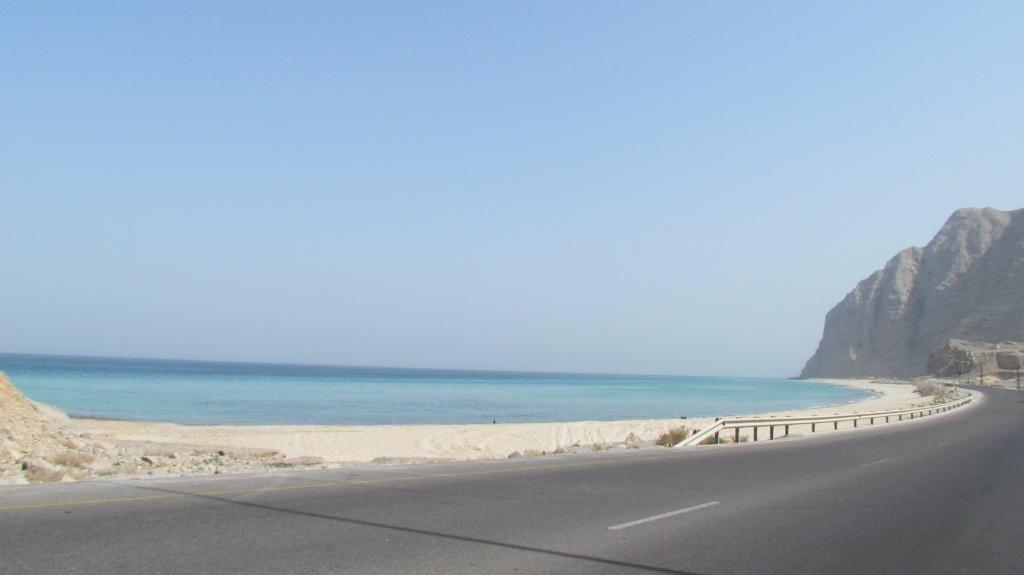

## 같이 보기
- 마드하